# انصباب تاموري
انصباب التامور (بالإنجليزية: pericardial effusion)‏ هو عبارة عن تجمُّع لسوائل زائدة حول القلب.
يحاط القلب بتركيب كيسي ثنائي الطبقة يدعى التّامور، يحتوي الفراغ بين هاتين الطبقتين على كميّة قليلة من السائل. يحدث الانصباب التّاموري عادةً بسبب التهاب التأمور نتيجة مرض أو أذيّة ولكن يمكن أن يحدث بدون التهاب.
كما يمكن أن ينتج انصباب التأمور عن تجمع للدّم تالي لإجراء جراحي أو أذية. عندما يتجاوز حجم السائل مستوى كفاية التامور، يؤدّي الانصباب التّاموري إلى ضغط على القلب مسبباً ضعفاً في الوظيفة القلبيّة. إذا لم يعالج انصباب التأمور يمكن أن يؤدي إلى قصور القلب أو الوفاة.
وفقًا للتعريف، يحدث الانصباب التاموري حين يتجاوز حجم السائل في التجويف الحد الطبيعي. يتظاهر الانصباب ببعض الأعراض مثل ضيق التنفس والضغط أو الألم الصدري والتوعك. تشمل الآليات المرضية الهامة لانصباب التامور الأسباب الالتهابية والمعدية (التهاب التامور) والأورام والرضوض والأسباب الاستقلابية. يُعد مخطط صدى القلب والتصوير المقطعي المحوسب والتصوير بالرنين المغناطيسي أكثر طرق التشخيص شيوعًا، على الرغم من إجراء الأشعة السينية على الصدر وتخطيط كهربائية القلب أيضًا في كثير من الأحيان. قد يكون بزل التامور إجراءً تشخيصيًا وعلاجيًا أيضًا (شكل من أشكال العلاج).

## العلامات والأعراض
تختلف تظاهرات الانصباب التاموري من شخص لآخر حسب الحجم والشدة والسبب الأساسي للانصباب. قد يكون بعض الأشخاص لا عرضيين وقد يُكتشف الانصباب صدفة أثناء الفحص. قد يعاني الأفراد الآخرون المصابون بانصباب أكبر من ضغط أو ألم في الصدر وضيق في التنفس وتوعك (شعور عام بعدم الراحة أو المرض). مع ذلك، قد يتظاهر آخرون مصابون بالاندحاس القلبي، وهو من المضاعفات المهددة للحياة، بضيق التنفس وانخفاض ضغط الدم والضعف والأرق وفرط التنفس (التنفس السريع) وعدم الراحة عند الاستلقاء والدوخة والإغماء أو حتى فقدان الوعي.
قد تظهر الأعراض غير القلبية أيضًا بسبب ازدياد حجم الانصباب التاموري الضاغط على البنى المجاورة. تشمل الأمثلة على ذلك الغثيان والامتلاء البطني وعسر البلع والفواق الناتج عن الضغط الواقع على المعدة والمريء والعصب الحجابي على التوالي.

## الأسباب
تتسبب أي عملية تؤدي إلى أذية التامور أو التهابه أو تمنع التصريف اللمفاوي المناسب للسائل من التجويف التاموري في تراكم السوائل. يمكن العثور على الانصباب التاموري لدى جميع الشعوب في جميع أنحاء العالم، ولكن تغيرت المسببات السائدة مع مرور الزمن، وتختلف تبعًا للعمر والموقع والأمراض المصاحبة للشعب المعني. تتواجد أسباب عديدة لانصباب التامور، وتشمل بعض الأسباب الرئيسية الالتهابات والعدوى والأورام والرضوض. يمكن تصنيف هذه الأسباب إلى فئات مختلفة، ويمكن فهمها بطريقة سهلة عبر تقسيمها إلى أسباب التهابية وغير التهابية.

### التهابية
- العدوى:
  - فيروسية: فيروسا كوكساكي أيه وبي، فيروس العوز المناعي البشري (يحدث عند 5-43% من مرضى العوز المناعي البشري)، فيروسات التهاب الكبد والفيروس الصغير بي 19.
  - جرثومية: المتفطرية (السل) والمكورات إيجابية الغرام (المكورات العقدية والمكورات العنقودية)، والمفطورات والنيسيريا (السحائية والبنية) والكوكسيلا البرنيتية. يعد السل السبب الرئيسي للانصباب التاموري في العالم المتقدم، ويتراوح معدل الوفيات الناتجة عنه بين 17-40%.
  - فطرية: النوسجات والمبيضات.
  - أوالي: المشوكة وداء الشعرينات والمقوسات.[6]
- متلازمات الرض القلبي: جراحة القلب (المتلازمة التالية لبضع التامور) وبعد الاحتشاء القلبي (متلازمة دريسلر) والتدخلات التاجية مثل الدعامات المطلقة للدواء. تساهم انصبابات التامور التالية للجراحة القلبية بنسبة 54% من مجمل الانصبابات لدى الأطفال.
- الالتهاب القلبي: يعد التهاب التامور مجهول السبب السبب الالتهابي الأكثر شيوعًا لانصباب التامور في الولايات المتحدة.
- المناعة الذاتية: الذئبة الحمامية الشاملة والتهاب المفاصل الروماتويدي ومتلازمة شوغرن وتصلب الجلد ومتلازمة دريسلر والغرناوية.
- الحساسية المفرطة للدواء أو تأثيراته الجانبية: أدوية العلاج الكيميائي (دوكسوروبيسين والسايكلوفوسفاميد) والمينوكسيديل.
- غير ذلك: الفشل الكلوي واليوريمية.[7]

### غير التهابية
- ورمية: قد يحدث انصباب التامور بصفته تظاهرًا أوليًا للخباثة الكامنة.
  - ورم أولي: يعد ورم المتوسطة الورم التاموري الأولي الأكثر شيوعًا. قد تُشاهد مظاهر تصويرية متنوعة مثل المكونات الصلبة والكيسية عند إجراء التصوير المقطعي المحوسب لدى المصابين بورم المتوسطة. تشمل الأورام الأخرى الأقل شيوعًا الساركومة واللمفوما وورم الأديم العصبي الظاهر البدائي. [8]
  - سرطانات ثانوية: انتشرت إلى التامور مثل سرطاني الثدي والرئة. يعد تسمك التامور الشاذ وتعقده وقبط الفلوروديوكسي غلوكوز البؤري أو المنتشر على التصوير المقطعي بالإصدار البوزيتروني ونقص مستوى الدهون المخزنة دلائلًا تشير إلى انتشار السرطان من أجزاء أخرى من الجسم.
- استقلابية: قصور الدرقية (سبات الوذمة المخاطية) وعوز البروتين الشديد.
- رضية: رضوض الصدر الكليلة أو الثاقبة وتسلخ الأبهر.
- نقص التصريف الليمفاوي: قصور القلب الاحتقاني والمتلازمة الكلوية.

## معرض صور

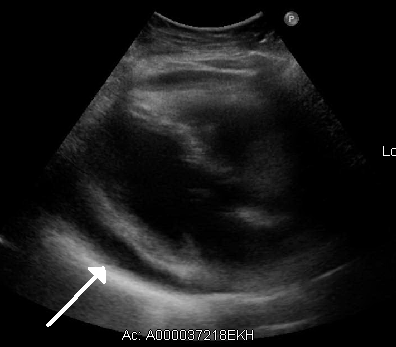
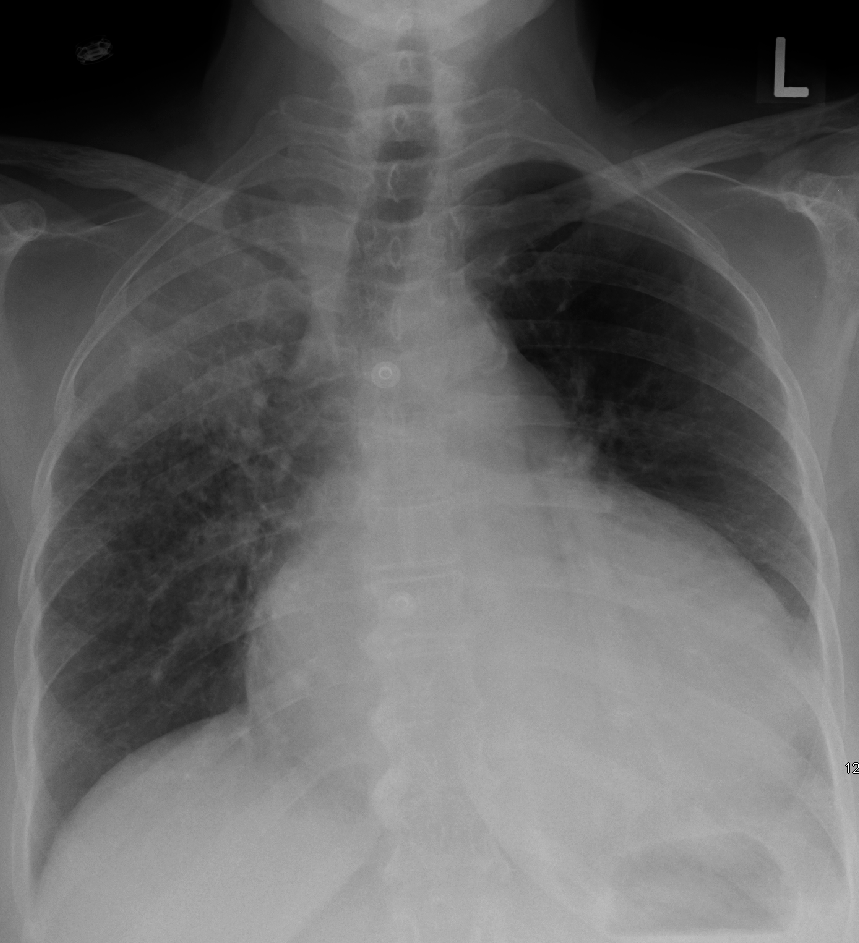
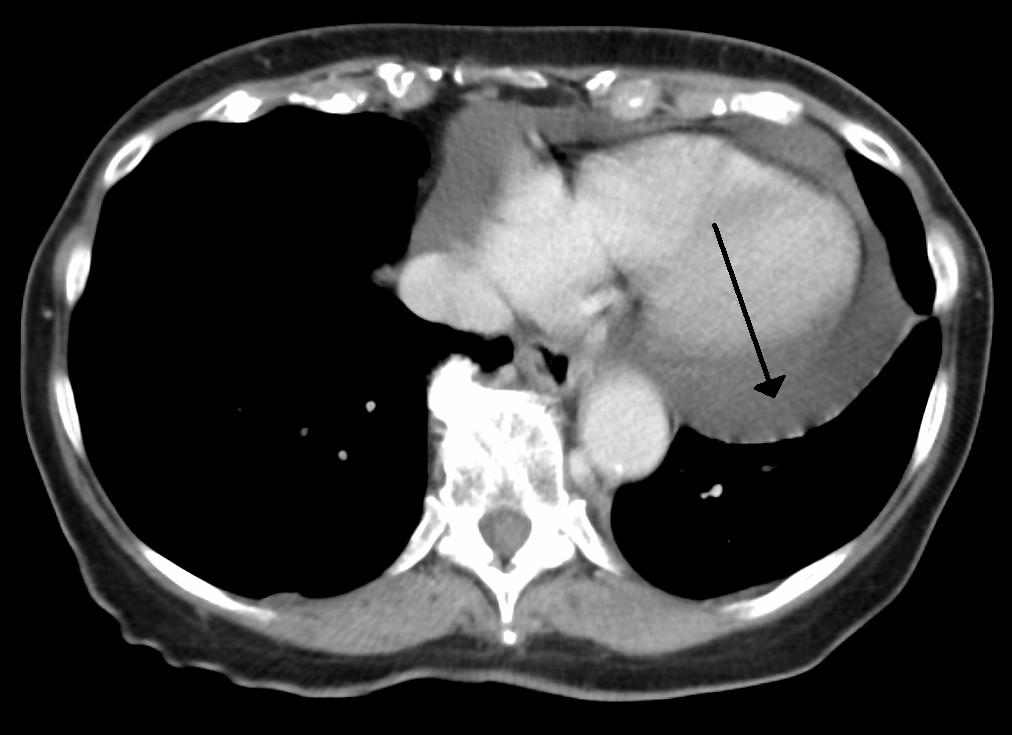
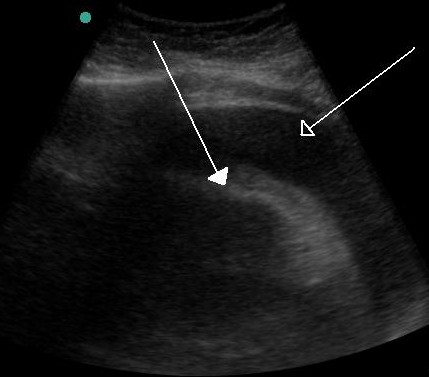

## روابط خارجية
- Pericardial Disease Cleveland Clinic Online Medical Reference